# نورواک شرقی
نورواک شرقی (به انگلیسی: East Norwalk) یک منطقهٔ مسکونی در ایالات متحده آمریکا است که در نورواک، کنتیکت واقع شده‌است.